# Myurium acuminatum
Myurium acuminatum är en bladmossart som beskrevs av Si He och Jerry Allen Snider 1992. Myurium acuminatum ingår i släktet Myurium och familjen Myuriaceae. Inga underarter finns listade i Catalogue of Life.